# Estrecho Etolin
El estrecho [de] Etolin (del inglés: Etolin Strait) es un estrecho marino localizado en aguas del mar de Béring, frente a costa occidental de Alaska. Administrativamente, el estrecho depende del Área censal de Bethel del estado de Alaska.

## Geografía
El estrecho se encuentra entre la isla Nunivak, al oeste, y la costera isla Nelson y la parte continental de Alaska, al este. Está delimitado por el cabo Etolin, al noroeste, y el cabo Corwin, al suroeste, ambos en la isla de Nunivak; y por el cabo Vancouver, en la isla Nelson, en el noreste, y por el cabo Avinol, en la parte continental de Alaska, hacia el sureste.
El estrecho conecta la bahía Kuskokwim y el mar de Bering. Tiene una longitud de 96 km y una anchura de 48-80 km. Se caracteriza por la existencia de fuertes corrientes de marea.

## Historia
El estrecho Etolin honra la memoria de Adolf Etolin, un explorador finlandés al servicio de la Compañía ruso-americana que lo descubrió y lo llamó estrecho de Cook. (Etolin, posteriormente, fue gobernador de la América rusa desde 1840 hasta 1845.)